# Thienemanniella nervosa
Thienemanniella nervosa är en tvåvingeart som beskrevs av Jean-Jacques Kieffer 1925. Thienemanniella nervosa ingår i släktet Thienemanniella och familjen fjädermyggor.
Artens utbredningsområde är Tyskland. Inga underarter finns listade i Catalogue of Life.